# Brignon (rivière)
Pour les articles homonymes, voir Brignon (homonymie).
Le Brignon est une rivière française qui coule dans le département d'Indre-et-Loire. C'est un affluent de la Claise en rive droite, donc un sous-affluent de la Loire par la Claise, puis la Creuse et enfin la Vienne.

## Géographie
D'une longueur de 24,2 kilomètres, le Brignon naît à quelque 130 mètres d'altitude sur le territoire de la commune de Saint-Flovier, dans le département d'Indre-et-Loire, à une quinzaine de kilomètres au sud de la ville de Loches et à 13 kilomètres à l'ouest de Châtillon-sur-Indre. Sa source est située au sud-ouest du bois de Verneuil. Peu après sa naissance, il se dirige vers l'ouest, direction qu'il maintient tout au long de son parcours de plus de 24 kilomètres. Il se jette dans la Claise (rive droite), toujours en Indre-et-Loire, sur le territoire de la localité d'Abilly, à six kilomètres au sud-est de la ville de Descartes et à quatre kilomètres en amont du confluent de la Claise avec la Creuse.

### Communes traversées
- Département d'Indre-et-Loire : Saint-Flovier, Betz-le-Château, Ferrière-Larçon, Paulmy, Neuilly-le-Brignon et Abilly.

## Hydrologie
Le Brignon est une rivière de la grande plaine ligérienne. 

### Le Brignon à Paulmy
Son débit a été observé durant 29 ans (1973-2001), à Paulmy, localité du département d'Indre-et-Loire située à quelque huit kilomètres en amont de son confluent avec la Claise. La surface étudiée est de 75 km2, soit plus ou moins 85 % de la totalité du bassin versant de la rivière.
Le module de la rivière à Paulmy est de 0,336 m3/s.
Le Brignon présente des fluctuations saisonnières de débit modérées. Les hautes eaux surviennent en hiver et au début du printemps et se caractérisent par des débits mensuels moyens allant de 0,431 à 0,638 m3/s, de décembre à avril inclus (avec un maximum en février). À partir du mois de mars cependant, le débit baisse progressivement jusqu'aux basses eaux d'été, assez longues, qui ont lieu de juin à octobre inclus, entraînant une baisse du débit mensuel moyen jusqu'au plancher d'août-septembre, avec 0,137 m3/s au mois d'août et 0,134 en septembre, ce qui reste fort consistant. Mais ces moyennes mensuelles ne sont que des moyennes et cachent des fluctuations plus prononcées sur de courtes périodes ou selon les années.

### Étiage ou basses eaux
Aux étiages, le VCN3 peut chuter jusque 0,064 m3/s (64 litres), en cas de période quinquennale sèche, ce qui est loin d'être sévère.

### Crues
Les crues, quant à elles, peuvent être importantes, compte tenu de la petitesse du bassin versant. Les QIX 2 et QIX 5 valent respectivement 7,1 et 11 m3/s. Le QIX 10 est de 14 m3/s, le QIX 20 de 17 m3/s, tandis que le QIX 50 se monte à 20 m3/s. Proportionnellement à la surface du bassin, ces chiffres sont assez semblables à ceux de la Creuse.
Le débit instantané maximal enregistré à Paulmy a été de 16,2 m3/s le 1er mai 2001, tandis que la valeur journalière maximale était de 11,4 m3/s le même jour. En comparant la première de ces valeurs à l'échelle des QIX de la rivière, il apparaît que cette crue était à peine d'ordre vicennal, et donc assez banale, car destinée à se répéter tous les 15-20 ans en moyenne.

### Lame d'eau et débit spécifique
Le Brignon est une rivière peu abondante. La lame d'eau écoulée dans son bassin versant est de 142 millimètres annuellement, ce qui est plus de deux fois moindre que la moyenne d'ensemble de la France. C'est aussi nettement inférieur à la moyenne du bassin de la Loire (plus ou moins 245 millimètres) et de la Creuse (319 millimètres). Le débit spécifique (ou Qsp) atteint 4,5 litres par seconde et par kilomètre carré de bassin.